# Carl Christoph Göbel

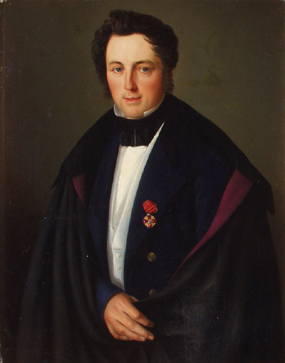
Carl Christoph Traugott Friedemann Göbel (1841)

Carl Christoph Traugott Friedemann Göbel, auch Karl und Goebel oder als C(K)arl Christian (* 21. Februar 1794 in Niederroßla bei Weimar; † 27. Maijul. / 8. Juni 1851greg. in Dorpat in Estland) war ein deutsch-baltischer Chemiker und Botaniker. Sein Autorenkürzel lautet Goebel.

## Leben
Göbel lernte von 1809 an als Apotheker in Eisenach, studierte ab 1813 in Jena Pharmazie und übernahm später die dortige Universitätsapotheke. Er nahm am Wartburgfest von 1817 teil. Dr. phil. 1825 erhielt er eine Professur in Jena und gründete dort ein pharmazeutisches Institut. 1828 trat er eine Professur in Dorpat an, wo er 1844 das erste Pharmazeutische Institut in Russland gründete. Er entwickelte neue Denkweisen auf dem Gebiet der chemisch-diagnostischen Medizin. 1833 wurde er zum korrespondierenden Mitglied der Akademie der Wissenschaften in Sankt Petersburg gewählt. 1838 wurde er zum russischen Staatsrat ernannt.

## Ehrungen
Nach Goebel wurde die Pflanzengattung Goebelia Bunge ex Boiss. aus der Familie der Hülsenfrüchtler (Fabaceae) benannt.

## Werke
- Grundlinien der pharmaceutischen Chemie und Stochiometrie, für seine Vorlesungen, wie auch zum Gebrauch für Ärzte und Apotheker, Jena, 1821.
- Arzeneimittel-Prüfungslehre, oder Anleitung zur Untersuchung und Prüfung der chem.-pharm. Präparate, für Ärzte, Apotheker, Laboranten, Droguisten, Schmalkalden, 1824. Digitalisierte Ausgabe der Universitäts- und Landesbibliothek Düsseldorf
- De acido pyrotartarico. Pars prima. Jena, 1825
- Pharmaceutische Waarenkunde, Bd. I, Eisenach, 1827 u. 1828
  - 1. Enthaltend die Rinden und ihre Parasiten aus der Ordnung der Flechten. 1829
- Die Lagerstätte der Diamanten im Uralgebirge, mit M. von Engelhardt, Riga, 1830
- Reise in die Steppen des südlichen Russlands, 2 Bde. Dorpat bei Kluge, 1837
- Handbuch der pharmaceutischen Chemie fur Vorlesungen, 3-tte Aufl., Eisenach, 1840
- Über den Einfluss der Chemie auf die Ermittelung der Völker der Vorzeit, oder Resultate der chemischen Untersuchung natallischer Alterthümer, insbesondere der in den Ostseegouvernements vorkommenden, behufs Ermittelung der Volker, von denen sie abstammen Erlangen, 1842
- Die Grundlehren der Pharmacie Bd. I, 1843; II, 1844; III, 1845; IV, 1847. Erlangen
- Das Seebad bei Pernau an der Ostsee in physikalisch-chemischer und topographisch-statistischer Beziehung, Dorpat und Leipzig, 1844
- Die explodirende Baumwolle, Dorpat, 1846
- Agriculturchemie für Vorträge auf Universitäten und landwirtschaftlichen Lehranstalten, so wie auch zum Gebrauch von gebildeten Landwirten, Erlangen, 1849